# کوبشیتسه
کوبشیتسه (به چکی: Kubšice) یک منطقهٔ مسکونی در جمهوری چک است که در ناحیه زنویمو واقع شده‌است. کوبشیتسه ۴ کیلومتر مربع مساحت و ۱۵۲ نفر جمعیت دارد و ۲۰۸ متر بالاتر از سطح دریا واقع شده‌است.